# 穹宇螢
穹宇螢（Pygoluciola qingyu）一種2008年發現於中國的同步發光螢火蟲，發現者為付新華與Ballantyne。穹宇螢幼體以小型昆蟲為食，目前野外觀察穹表明穹宇螢會攻擊獵食山大齿猛蚁（Odontomachus monticola）與中华小家蚁（Monomorium chinense）這兩種螞蟻。